# Carinurus bicarinatus
Carinurus bicarinatus is een vlokreeftensoort uit de familie van de Acanthogammaridae. De wetenschappelijke naam van de soort is voor het eerst geldig gepubliceerd in 1935 door Bazikalova.